# Стрілка прикрашена
Стрілка прикрашена (Coenagrion ornatum) — вид бабок родини стрілкових (Coenagrionidae).

## Опис
Бабка завдовжки 30— 31 мм, черевце 20— 27 мм, заднє крило 18— 20 мм. Крила прозорі з вузькою одноколірною птеростигмою, що дорівнює 1 осередку. Смуги з боків на черевці відсутні. Ноги чорні або темно-сірі. У самців задній край передньоспинки має майже однакові три лопаті. Очі і передня частина голови блакитного або синього забарвлення. Птеростигма темно-бура, майже правильної ромбічної форми. Верхня сторона Х тергіта черевця блакитна з чорними мітками. Темна смужка на III і IV сегментах черевця самця з довгим відростком. Забарвлення самиці блакитно-жовте або зеленувато-жовте, з чорним малюнком. Задній край передньоспинки самиці глибоко трилопатевий.

## Поширення
Вид поширений в Південній, Центральній, Східній та Південно-Східній Європі, Туреччині, Ірані і Туркменістані. В Україні зареєстрований як рідкісний вид в Західному Лісостепу і Східному Поділлі, Прикарпатті, Закарпатті, а також у Київській та Херсонській областях..

## Охорона
Стан більшості природних популяцій виду в межах  ареалу залишається більш-менш стабільним. Саме тому він, згідно Червоного списку МСОП, отримав охоронний статус «відносно благополучний вид». Але в окремих регіонах спостерігається тенденція до зниження чисельності популяції виду. В Європі стрілка прикрашена охороняється Бернською конвенцією (Резолюція 6).